# Jiyū Rengō
El Jiyū Rengō (自由連合?  Unión Liberal , Alianza Liberal o Liga Liberal) fue un partido político liberal japonés. Fue un partido minoritario, y tuvo un escaño en la Cámara de Representantes de Japón en la Dieta. El partido poseía una agenda política de libre mercado.
Fue fundado en 2001 y obtuvo pocos escaños en su primera elección, pero en las elecciones parlamentarias de 2003 sólo obtuvo uno. No obtuvo escaños en las elecciones de la Cámara de Consejeros de 2004.
En su política doméstica, el partido apoya la privatización y el pequeño gobierno, pero también apela al aumento de los derechos de la mujer. Apoya al gobierno (compuesto por el Partido Liberal Democrático de Japón y el Nuevo Kōmeitō) en muchos temas, y, a pesar de su crítica a las relaciones íntimas de Japón con los Estados Unidos, apoya la guerra de Irak. 
En las elecciones de la cámara baja de 2005, el único miembro del partido en el parlamento declinó optar la reelección. Posteriormente, el partido fue disuelto.